# Tremors (televisieserie)
Tremors: The Series is een Amerikaanse televisieserie. De serie is een spin-off van de Tremors-filmreeks en werd tegelijk opgenomen met Tremors 4: The Legend Begins.
De serie liep slechts één seizoen van 13 afleveringen. Hoewel het een van de bestbekeken series van het moment was, voldeed de serie niet aan de verwachtingen die Sci Fi Channel had. Volgens fans komt dit doordat de serie concurrentie had van de miniserie Legend of Earthsea, die ook rond die tijd werd uitgezonden.

## Inhoud
De film draait om de inwoners van het plaatsje Perfection, Nevada, die proberen samen te leven met de Graboids en hun nakomelingen: de Shriekers en de Ass-Blasters. Ze mogen de beesten niet doden daar ze op de lijst van beschermde diersoorten staan. Ondertussen krijgen ze ook te maken met problemen door mislukte overheidsexperimenten, gestoorde wetenschappers en meedogenloze landarchitecten.

## Personages

### Vaste personages
- Burt Gummer gespeeld door Michael Gross.
- Tyler Reed gespeeld door Victor Browne.
- Rosalita Sanchez gespeeld door Gladys Jimenez.
- Nancy Sterngood gespeeld door Marcia Strassman (Dit personage werd oorspronkelijk gespeeld door Charlotte Stewart in Tremors en Tremors 3: Back to Perfection).
- Jodi Chang gespeeld door Lela Lee (werd gespeeld door Susan Chuang in Tremors 3: Back to Perfection).
- W.D. Twitchell gespeeld door Dean Norris.

### Gastrollen
- Larry Norvel gespeeld door J.D. Walsh.
- Melvin Plug gespeeld door Robert Jayne.
- Cletus Poffenberger gespeeld door Christopher Lloyd.
- Mindy Sterngood gespeeld door Tinsley Grimes (het personage werd gespeeld door Ariana Richards in Tremors en Tremors 3: Back to Perfection).
- Harlowe Winnemucca gespeeld door Branscombe Richmond.

## Afleveringen
| Nummer # | Uitzenddatum     | Titel                             | Regisseur(s)     | Schrijver(s)                                      |
| -------- | ---------------- | --------------------------------- | ---------------- | ------------------------------------------------- |
| 1 - 101  | 28 maart, 2003   | "Feeding Frenzy"                  | Bradford May     | S.S. Wilson, Brent Maddock & Nancy Roberts        |
| 2 - 102  | 28 maart, 2003   | "Ghost Dance"                     | Whitney Ransick  | S.S. Wilson & Brent Maddock                       |
| 3 - 103  | 4 april, 2003    | "Night of the Shriekers"          | P. J. Pesce      | John Schulian, Brent Maddock, & S.S. Wilson       |
| 4 - 104  | 11 april, 2003   | "Blast from the Past"             | Michael Shapiro  | Babs Greyhosky                                    |
| 5 - 105  | 18 april, 2003   | "Flora or Fauna"                  | Chuck Bowman     | S.S. Wilson & Brent Maddock                       |
| 6 - 106  | 25 april, 2003   | "Hit and Run"                     | P.J. Pesce       | Christopher Silber                                |
| 7 - 107  | 20 juni, 2003    | "A Little Paranoia Among Friends" | Michael Grossman | Babs Greyhosky                                    |
| 8 - 108  | 27 juni, 2003    | "Project 4-12"                    | Chuck Bowman     | John Schulian                                     |
| 9 - 109  | 11 juli, 2003    | "Graboid Rights"                  | P.J. Pesce       | Christopher Silber                                |
| 10 - 110 | 18 juli, 2003    | "The Sounds of Silence"           | Michael Shapiro  | Babs Greyhosky                                    |
| 11 - 111 | 25 juli, 2003    | "The Key"                         | P.J. Pesce       | John Schulian, Christopher Silber & Brent Maddock |
| 12 - 112 | 1 augustus, 2003 | "Water Hazard"                    | Chuck Bowman     | Nancy Roberts                                     |
| 13 - 113 | 8 augustus, 2003 | "Shriek and Destroy"              | Jack Sholder     | S.S. Wilson & Brent Maddock                       |

## Trivia
- Michael Gross is de enige acteur die in alle incarnaties van de Tremors-reeks heeft meegespeeld.